# St. Georg (Bortfeld)

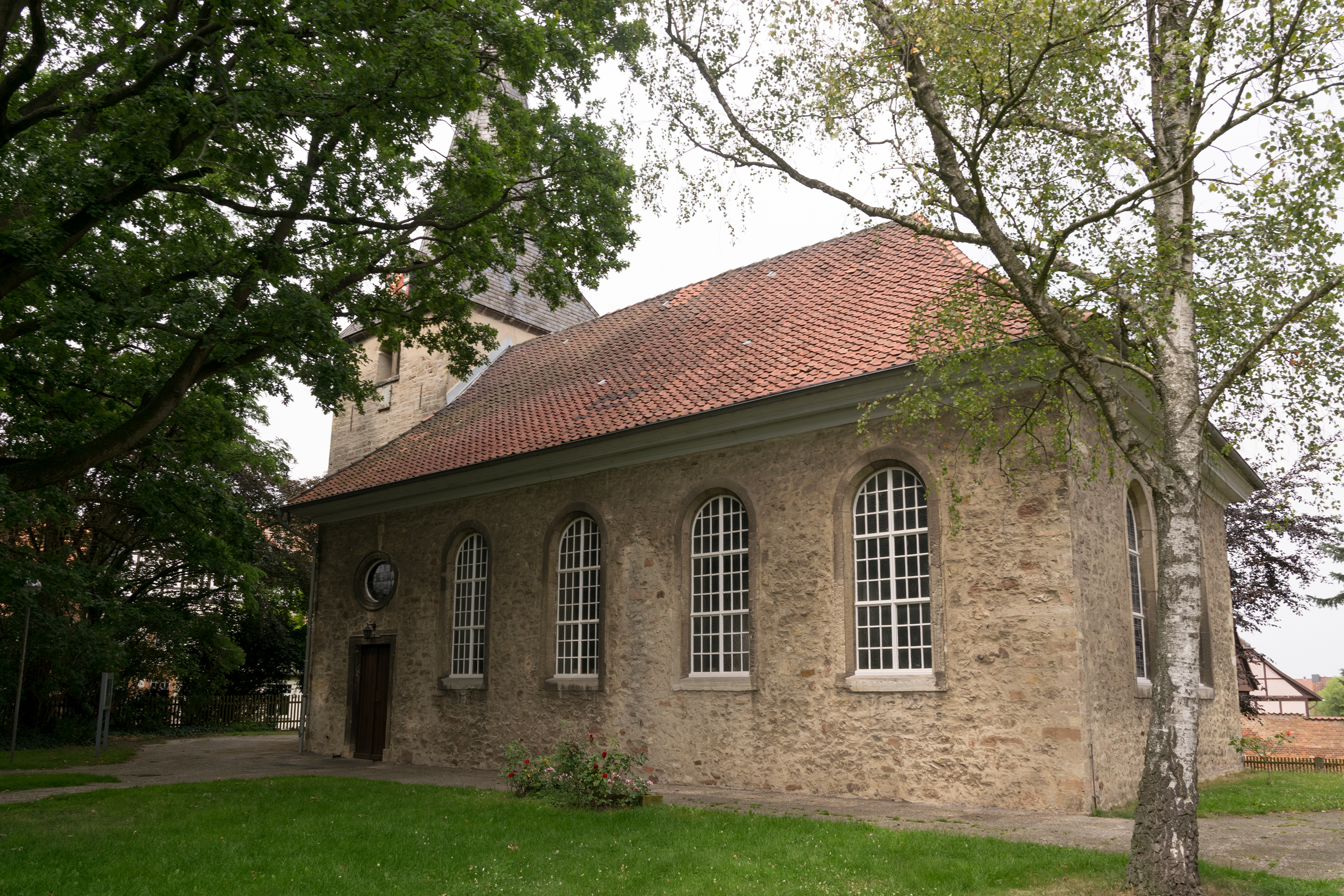
St. Georg

Die evangelisch-lutherische denkmalgeschützte Kirche St. Georg steht in Bortfeld, einem Ortsteil der Gemeinde Wendeburg im Landkreis Peine in Niedersachsen. Die Kirchengemeinde gehört zur Propstei Vechelde der Evangelisch-Lutherischen Landeskirche in Braunschweig.

## Beschreibung
Beim Umbau des aus Bruchsteinen errichteten Kirchenschiffs wurde dieses 1721 verbreitert. Über dem Portal im Süden befindet sich ein Ochsenauge. Die Wände haben Bogenfenster. Bedeckt ist das Kirchenschiff mit einem Satteldach, das im Osten abgewalmt ist. Die sechs Joche des Innenraums sind mit einem Kreuzgewölbe überspannt.
Der annähernd quadratische Kirchturm im Westen ist im Kern romanischen Ursprungs. Er wurde als Wehrturm gebaut, von dem ein unterirdischer Gang zu einem benachbarten Bauernhof führte. Der Turm wurde 1688 renoviert. In seinem obersten Geschoss befinden sich Biforien als Klangarkaden. Dahinter liegt der Glockenstuhl, in dem zwei Kirchenglocken hängen. An seinem schiefergedeckten, spitzen Helm hängt die Schlagglocke.
Die erste Orgel wurde 1847 von Johann Andreas Engelhardt gebaut, die 1957 durch ein Werk von Franz Dutkowski mit 15 Registern, verteilt auf zwei Manuale und ein Pedal, ersetzt wurde. Diese Orgel wurde 1975 von Schmidt & Thiemann und 1990 von Peter Reichmann umgebaut.